# Party zóna
A Party zóna (eredeti cím: National Lampoon's Animal House, vagy egyszerűen csak Animal House) 1978-ban bemutatott amerikai filmvígjáték John Landis rendezésében. A  forgatókönyvet Harold Ramis, Douglas Kenney és Chris Miller írta, a főszerepben John Belushi, Peter Riegert, Tim Matheson, John Vernon, Verna Bloom, Thomas Hulce, Stephen Furst és Donald Sutherland látható.
A fiatal főszereplők közül csak a 28 éves Belushi volt ismert, de még ő sem játszott korábban mozifilmben, hiszen 1977 őszén a Saturday Night Live harmadik évadának eredeti szereplőjeként vált ismertté. A főiskolásokat alakító színészek közül többen, köztük Hulce, Karen Allen és Kevin Bacon, akkor kezdték filmes karrierjüket. Matheson, aki szintén diákként szerepelt, már tapasztalt színész volt, hiszen addigra több mint tíz éve játszott filmekben.
A forgatás 1977 októbere és decembere között zajlott Oregonban. Az 1978. július 28-i bemutatót követően az Party zóna általánosságban vegyes kritikákat kapott a kritikusoktól, de a Time és Roger Ebert filmkritikus az év egyik legjobbjának nevezte.
A film, valamint az 1977-es Kentucky Fried mozi, amelyet szintén Landis rendezett, nagyrészt meghatározta és elindította az illegális film műfaját, amely a hollywoodi filmgyártás egyik alapművévé vált. 2001-ben az Egyesült Államok Kongresszusi Könyvtára a Parti zónát „kulturális, történelmi vagy esztétikai szempontból jelentős”-nek ítélte, és beválasztotta a Nemzeti Filmnyilvántartásba. A Bravo „100 legviccesebb film” című listáján az első helyen szerepelt. 36. helyezett volt az AFI „100 év... 100 nevetés” listáján, amely a 100 legjobb amerikai vígjátékot tartalmazza. 2008-ban az Empire magazin „Minden idők 500 legjobb filmje” 279. helyére választotta.

## Cselekmény
1962-ben a Faber College elsőéves hallgatói, Larry Kroger és Kent Dorfman egy diákszövetséghez akarnak csatlakozni. Mivel a tekintélyes Omega Theta Pi ház buliján nem találják a helyüket, felkeresik a szomszédos, lompos Delta Tau Chi házat, ahol Kent örökli a tagságot, mert bátyja, Fred is tag volt, így őt nem utasíthatják el. 
John "Bluto" Blutarsky fogadja őket, és megismerkednek a többi Deltával, köztük a motoros Daniel Simpson "D-Day" Day-jel, a tagozatelnök Robert Hooverrel, a nőcsábász Eric "Otter" Strattonnal és Otter legjobb barátjával, Donald "Boon" Schönsteinnel, akit barátnője, Katy folyamatosan piszkál, hogy hagyjon fel a Deltákkal való ivással, és kezdjen valamit az életével. Larry és Kent meghívást kapnak a jelöltek közé, és Bluto, a Delta őrmestere a "Pinto", illetve a "Flounder" nevet adja nekik.
Vernon Wormer, a főiskola dékánja el akarja távolítani a Deltákat, akik már próbaidőn vannak, különböző egyetemi magatartási vétségek és a lesújtó tanulmányi eredményeik miatt, ezért vészhelyzeti hatalmára hivatkozva „kétszintű próbaidőre” helyezi a szövetséget. Utasítja a tiszta tekintetű, önelégült Omega-elnököt, Greg Marmalardot, hogy találjon módot arra, hogy eltávolítsa a Deltákat az egyetemről. 
Különböző incidensek tovább növelik a dékán és az Omega ellenségeskedését a Deltákkal szemben, többek között ilyen az Omega-tag és a tartalékos tisztképző tisztek kadétparancsnoka, Douglas C. Neidermeyer egyik lovának csínytevéssel összefüggő véletlen halála, valamint Vidra flörtölése Marmalard barátnőjével, Mandyvel.
Bluto és D-Day ellopják a szemétből egy közelgő vizsga válaszait, nem sejtve, hogy az Omegák kicserélték a vizsga papírjait. A Delták megbuknak a vizsgán, és az osztályzatuk átlaga annyira leesik, hogy Wormer közli velük, hogy már csak egy incidensre van szüksége ahhoz, hogy visszavonja az engedélyüket. Hogy felvidítsák magukat, a Delták tógapartit szerveznek, amin Otis Day és a Knights élőzenét szolgáltat. Wormer felesége, Marion Otter meghívására részt vesz, és lefekszik vele. Pinto összejön Clorette-tel, egy pénztárossal, akivel a szupermarketben találkozik. Összejönnek, de nem szexelnek, mert a nő részegen elájul. Pinto egy bevásárlókocsiban hazafuvarozza, és megtudja, hogy a polgármester lánya.
Felháborodva felesége kicsapongásain és a polgármester személyes erőszakkal való fenyegetésén, Wormer meghallgatást szervez (amely inkább hasonlít egy kirakatperre), és visszavonja a Delta alapítólevelét. Hogy eltereljék a gondolataikat a gondokról, Vidra, Boon, Flounder és Pinto kirándulni indulnak. Otter négy fiatal nőt szed fel az Emily Dickinson College-ból randevúnak magának és a Delta testvéreinek úgy, hogy Frank Lymonnak adja ki magát, aki egy nemrégiben történt kemence-robbanásban meghalt egyetemista vőlegénye. Megállnak egy út menti bárban, ahol Otis Day zenekara lép fel, nem sejtve, hogy a bárban kizárólag afroamerikai vendégkör van. Néhány ormótlan vendég megfélemlíti Deltáékat, akik gyorsan távoznak, sietve összetörik Flounder bátyjának autóját, és hátrahagyják a randevúra szervezett nőket. 
Marmalard és más Omegák egy motelbe csalják Vidrát, és megverik, miután Mandy legjobb barátnője, Babs elmondja neki, hogy Mandynek és Vidrának viszonya van (bár ez valójában túlzás, mivel Mandy azt állította, hogy csak egyéjszakás kalandról van szó). A Delták félévi jegyei annyira rosszak, hogy az extázisban lévő Wormer mindannyiukat kirúgja, miután már értesítette a helyi sorozóbizottságot, hogy most már alkalmasak a katonai szolgálatra. A hír annyira megdöbbenti Flundert, hogy lehányja Wormert. Boon azt is megtudja, hogy az út során Katy megcsalta őt Jennings professzorral.
A Delták elkeserednek, de Bluto egy szenvedélyes beszéddel összeszedi őket. Elhatározzák, hogy bosszút állnak Wormeren, az Omegákon és a főiskolán. D-Day páncélozott járművé alakítja át Flounder testvére, Fred sérült autóját. Elrejtik egy torta alakú kocsiba, és beosonnak az éves szalagavató felvonulásra. Miközben pusztítást végeznek az eseményen, a diákok több főszereplőjének jövője is kiderül állóképeket illusztráló feliratokból. A Delták többsége tiszteletre méltó szakemberré válik, míg az Omegák és a többi ellenfél kevésbé szerencsésen jár.

## Szereplők
| Szerep                           | Színész            | Magyar hang (1.)    | Magyar hang (2.) |
| -------------------------------- | ------------------ | ------------------- | ---------------- |
| Larry Kroger                     | Tom Hulce          | Görög László        | Pálmai Szabolcs  |
| Kent Dorfman                     | Stephen Furst      | Kocsis György       | Kapácsy Miklós   |
| Doug Neidermeyer                 | Mark Metcalf       | Barabás Kiss Zoltán | Kisfalusi Lehel  |
| Mandy Pepperidge                 | Mary Louise Weller | Somlai Edina        |                  |
| Babs Jansen                      | Martha Smith       | Braun Rita          |                  |
| Greg Marmalard                   | James Daughton     | Rékasi Károly       | Markovics Tamás  |
| Chip Diller                      | Kevin Bacon        | Németh Gábor        | Bor László       |
| John Blutarsky                   | John Belushi       | Sörös Sándor        | Elek Ferenc      |
| Gólya                            | Douglas Kenney     |                     |                  |
| Hardbar                          | Chris Miller       |                     |                  |
| B.B.                             | Bruce Bonnheim     |                     |                  |
| Katy                             | Karen Allen        | Orosz Helga         | Pekár Adrienn    |
| Robert Hoover                    | James Widdoes      | Kassai Károly       |                  |
| Eric Stratton (Vidra)            | Tim Matheson       | Haás Vander Péter   | Czető Roland     |
| Donald Schoenstein (Boone)       | Peter Riegert      | Háda János          | Baráth István    |
| Daniel Simpson Day (D-Day)       | Bruce McGill       | F. Nagy Zoltán      | Láng Balázs      |
| Kócsag                           | Joshua Daniel      | Welker Gábor        |                  |
| Dave Jennings                    | Donald Sutherland  | Helyey László       | Sörös Miklós     |
| Vernon Wormer dékán              | John Vernon        | Szokolay Ottó       | Rosta Sándor     |
| Katona                           | Junior             |                     |                  |
| Carmine DePasto polgármester     | Cesare Danova      | Barbinek Péter      | Jakab Csaba      |
| Vidra főiskolás barátnője        | Sunny Johnson      |                     |                  |
| Marion Wormer                    | Verna Bloom        | Menszátor Magdolna  |                  |
| Clorette DePasto                 | Sarah Holcomb      | Vadász Bea          |                  |
| Sissy                            | Stacy Grooman      |                     |                  |
| Srác a gitárral                  | Stephen Bishop     |                     |                  |
| Otis Day                         | Otis Day           | Bicskey Lukács      |                  |
| Brunella                         | Eliza Roberts      | Báthory Orsolya     |                  |
| Shelly                           | Lisa Baur          | Hargitai Adrienn    | Hermann Lilla    |
| Beth                             | Aseneth Jurgenson  |                     |                  |
| Noreen                           | Katherine Denning  |                     |                  |
| Durva csávó                      | Raymone Robinson   |                     |                  |
| Durvább csávó                    | Robert Elliott     |                     |                  |
| Legdurvább csávó                 | Reginald Farmer    | Varga Tamás         |                  |
| Óriás csávó                      | Jebidiah R. Dumas  | Bognár Tamás        |                  |
| A dékán titkárnője               | Priscilla Lauris   | Vennes Emmy         |                  |
| Omega                            | Rick Eby           |                     |                  |
| Férfi az utcán                   | John Freeman       |                     |                  |
| Szerencsés fiú                   | Sean McCartin      | Előd Álmos          |                  |
| Egyetemi diáklányszövetség tagja | Helen Vick         |                     |                  |
| Mongol                           | Rick Greenough     | Seder Gábor         |                  |

## Fordítás
- Ez a szócikk részben vagy egészben  az   Animal House című angol Wikipédia-szócikk fordításán alapul.  Az eredeti cikk szerkesztőit annak laptörténete sorolja fel. Ez a jelzés csupán a megfogalmazás eredetét és a szerzői jogokat jelzi, nem szolgál a cikkben szereplő információk forrásmegjelöléseként.